# Camp de Laon
Le camp de Laon est un camp militaire français situé à Laon dans l'Aisne. En 2007, le camp héberge le 1er régiment d’artillerie de marine.